# Isaac Amani Massawe
Isaac Amani Massawe (Mango, 10 giugno 1951) è un arcivescovo cattolico tanzaniano.

## Biografia

### Formazione e ministero sacerdotale
Nato nel 1951, ha frequentato il seminario minore diocesano San Giacomo di Moshi (1966-1969), ha studiato filosofia presso il seminario maggiore di Ntungamo nella diocesi di Bukoba (1970-1972) e teologia presso il seminario maggiore di Kipalapala nell'arcidiocesi di Tabora (1972-1975).
È stato consacrato sacerdote il 29 giugno 1975.
Tra il 1986 e il 1989 è stato insegnante e vice-rettore del seminario minore diocesano San Giacomo di Moshi. Dal 1990 ha studiato alla Walsh University di North Canton, nell'Ohio, laureandosi nel 2003. In questo periodo ha esercitato il proprio ministero in diverse parrocchie statunitensi, per poi passare nella sua patria presso la cattedrale di Cristo Re di Moshi. Tra il 1999 e il 2004 è stato cappellano e formatore per la congregazione diocesana dei Fratelli del Redentore.

### Ministero episcopale
Il 21 novembre 2007 è stato nominato vescovo di Moshi da papa Benedetto XVI. È stato ordinato il 22 febbraio 2008 dal cardinale Polycarp Pengo, co-consacranti Josaphat Louis Lebulu, arcivescovo metropolita di Arusha e il vescovo Amedeus Msarikie, suo predecessore a Moshi.
Sotto il suo episcopato, in collaborazione con la KMHO (Kilimanjaro Mission of Hope and Outreach), sono stati avviati diversi progetti tra cui quello della costruzione di tre pozzi: il primo a Uchira nel 2009 per una scuola di 800 alunni, il secondo nel 2010 per il seminario san Giacomo nel quale studiano circa 200 seminaristi e il terzo nel 2011. Un quarto pozzo, per la parrocchia di Mahida, è in costruzione.
Il 27 dicembre 2017 è stato nominato arcivescovo metropolita di Arusha da papa Francesco.
È stato uno dei promotori del riconoscimento di status di Università del Mwenge University College of Education nel 2014 con una vasta gamma di offerta formativa e che copre i bisogni di una vasta area della Tanzania Settentrionale.

## Genealogia episcopale
La genealogia episcopale è:
- Cardinale Scipione Rebiba
- Cardinale Giulio Antonio Santori
- Cardinale Girolamo Bernerio, O.P.
- Arcivescovo Galeazzo Sanvitale
- Cardinale Ludovico Ludovisi
- Cardinale Luigi Caetani
- Cardinale Ulderico Carpegna
- Cardinale Paluzzo Paluzzi Altieri degli Albertoni
- Papa Benedetto XIII
- Papa Benedetto XIV
- Papa Clemente XIII
- Cardinale Enrico Benedetto Stuart
- Papa Leone XII
- Cardinale Chiarissimo Falconieri Mellini
- Cardinale Camillo Di Pietro
- Cardinale Mieczysław Halka Ledóchowski
- Cardinale Jan Maurycy Paweł Puzyna de Kosielsko
- Arcivescovo Józef Bilczewski
- Arcivescovo Bolesław Twardowski
- Arcivescovo Eugeniusz Baziak
- Papa Giovanni Paolo II
- Cardinale Polycarp Pengo
- Arcivescovo Isaac Amani Massawe